# Ghutschan (Verwaltungsbezirk)
Ghutschan (persisch شهرستان قوچان) ist ein Schahrestan in der Provinz Razavi-Chorasan im Iran. Er enthält die Stadt Ghutschan, welche die Hauptstadt des Verwaltungsbezirks ist.

## Demografie
Bei der Volkszählung 2016 betrug die Einwohnerzahl des Schahrestan 174.495. Die Alphabetisierung lag bei 83 Prozent der Bevölkerung. Knapp 59 Prozent der Bevölkerung lebten in urbanen Regionen.
| Zensusjahr | Einwohnerzahl |
| ---------- | ------------- |
| 2011       | 179.714       |
| 2016       | 174.495       |